# Condado de Will
El condado de Will es un condado estadounidense, situado en el estado de Illinois. Según el censo de los Estados Unidos de 2010, la población es de 677 560 habitantes. La cabecera del condado es Joliet. Parte de este condado es parte del área metropolitana de Chicago.

## Geografía
Según la Oficina del Censo de los Estados Unidos, el condado tiene un área total de 2199 km² (849 millas²). De éstas 2168 km² (837 mi²) son de tierra y 31 km² (12 mi²) son de agua.

### Colindancias
- Condado de DuPage - norte
- Condado de Cook - norte
- Condado de Lake, Indiana - este
- Condado de Kankakee - sur
- Condado de Grundy - suroeste
- Condado de Kendall - oeste
- Condado de Kane - noroeste

## Historia
El Condado de Will se separó de los condados de Iroquois, Cook y Vermilion en 1836. Su nombre es en honor de Conrad Will, político y hombre de negocios dedicado a la producción de sal al sur del estado de Illinois.

## Demografía
Según el censo del año 2000, había 502 266 personas, 167 542 cabezas de familia, y 131 017 familias que residen en el condado. La densidad de población es de 232 hab/km² (600 hab/mi²). La composición racial tiene:
- 81.83% Blancos (No hispanos)
- 8.71% Hispanos (Todos los tipos)
- 10.45% Negros o Negros Americanos (No hispanos)
- 3.63% Otras razas (No hispanos)
- 2.21% Asiáticos (No hispanos)
- 1.63% Mestizos (No hispanos)
- 0.21% Nativos Americanos (No hispanos)
- 0.03% Isleños (No hispanos)

Hay 167 542 cabezas de familia, de los cuales el 42.70 % tienen menores de 18 años viviendo con ellos, el 64.80 % son parejas casadas viviendo juntas, el 9.60 % son mujeres que forman una familia monoparental (sin cónyuge), y 21.80% no son familias. El tamaño promedio de una familia es de 3.36 miembros.
En el condado el 30% de la población tiene menos de 18 años, el 8.10% tiene de 18 a 24 años, el 32.90% tiene de 25 a 44, el 20.60% de 45 a 64, y el 8.30% son mayores de 65 años. La edad media es de 33 años. Por cada 100 mujeres hay 99.80 hombres. Por cada 100 mujeres mayores de 18 años hay 97.40 hombres.
Tabla de la evolución demográfica:
|       | 1900   | 1910   | 1920   | 1930    | 1940    | 1950    | 1960    | 1970    | 1980    | 1990    | 2000    | 2010    |
| ----- | ------ | ------ | ------ | ------- | ------- | ------- | ------- | ------- | ------- | ------- | ------- | ------- |
| TOTAL | 74 764 | 84 371 | 92 911 | 110 732 | 114 210 | 134 336 | 191 617 | 249 498 | 324 460 | 357 313 | 502 266 | 677 560 |

## Economía
Los ingresos medios de un cabeza de familia el condado es de $62 238 y el ingreso medio familiar es $69 608. Los hombres tienen unos ingresos medios de $50 152 frente a $21 083 de las mujeres. El ingreso per cápita del condado es de $24 613. El 4.90% de la población y el 3.40% de las familias están debajo de la línea de pobreza. Del total de gente en esta situación, 5.60% tienen menos de 18 y el 5.50% tienen 65 años o más.

## Ciudades y pueblos
| - Channahon - Crete - Custer - DuPage - Florence | - Frankfort - Green Garden - Homer - Jackson - Joliet | - Lockport - Manhattan - Monee - New Lenox - Peotone | - Plainfield - Reed - Troy - Washington - Wesley | - Wheatland - Will - Wilmington - Wilton |

#### Áreas no incorporadas
- Andres (Illinois)

## Sitios históricos
| - Iglesia Episcopal - Distrito histórico de Peotone - Hotel Eagle - Casa Fitzpatrick - Casa Flanders - Casa de John Heck | - Casa de Jacob H. Henry - Canal de Illinois y Míchigan - Aeropuerto municipal de Joliet - Distrito histórico de Lockport - Casa de Robert Milne |